# 엘레트라 로셀리니 비데만
엘레트라 로셀리니 비데만(Elettra Rossellini Wiedemann, 1983년 6월 12일 ~ )은 미국의 모델이다. 이탈리아의 배우, 모델이며 이사벨라 로셀리니의 딸이다. '엘레트라 비데만(Elettra Wiedemann)', '엘레트라 로셀리니(Elettra Rossellini)'로 불리기도 한다.